# 114-й винищувальний авіаційний полк (СРСР)
114-й винищувальний авіаційний Талліннський Червонопрапорний полк (114 ВАП, в/ч 19981) — військове формування Військово-повітряних сил СРСР, що існувало у 1940—1991 роках.
Після розпаду СРСР полк перейшов під юрисдикцію України і увійшов до складу ЗСУ.

## Історія
24 вересня 1940 року відповідно до директиви Народного комісаріата оборони СРСР від 25 червня 1940 № 0/4/104725 на аеродромі Гривечки в містечку Дно Ленінградської області сформований 159-й винищувальний авіаційний полк (159 ВАП). Першим командиром полку, з яким частина зустріла війну, став майор Воронін Іван Олексійович.
У складі діючої армії під час Другої Світової з 22 червня 1941 по 9 травня 1945 року. На 22 червня 1941 року базувався в
Грівочках під Ленінградом та мав у наявності 15 винищувачів І-16 з них два несправних і 58 МіГ-3, з них один несправний. Пілоти ще не були навчені до польотів на МіГах. Протягом перших днів війни полк передав більшу частину своїх літаків в інші підрозділи і в розпорядженні полку залишилися 23 справних і 3 несправних МіГ-3. Протягом липня 1941 року оперативно підпорядковувався 7-му авіаційному корпусу ППО і діяв на підступах до Ленінграду.
На початку серпня 1941 року полк був переведений на трьох ескадрільний штат, а до вересня кількість ескадрилій в полку скоротилося до двох. 20 вересня 1941 року був виведений на переформування. До цього часу полк за звітами виконав 2 688 літако-вильотів, втративши в боях 34 винищувача, 12 льотчиків і двох техніків, збивши при цьому 46 літаків Люфтваффе.
У грудні 1941 року повернувся на фронт, був озброєний американськими винищувачами P-40 «Tomahawk» в кількості 20 штук.
Починаючи з 26 липня по 21 листопада 1944 року 159-му винищувальному авіаційному полку оголошено 4 подяки Верховного Головнокомандувача ЗС СРСР за відмінні бойові дії при визволенні міст Нарви, Таллінна, Пярну, острова Езель.
Наказом Верховного Головнокомандувача ЗС СРСР від 22 жовтня 1944 року № 0338 «за проявлену відвагу в боях за Вітчизну з німецькими загарбниками, за відмінні дії в боях за визволення столиці Естонії міста Таллінн» авіаційному полку присвоєно почесне найменування «Талліннський».
Указом Президії Верховної Ради СРСР від 16 грудня 1944 року «за зразкове виконання задач командування в боях з німецькими загарбниками, за визволення острова Сааремаа (Езель) та виявлені при цьому доблесть і мужність» винищувальний авіаційний Талліннський полк нагороджений орденом Червоного Прапора.
За роки війни (1941—1945 рр.) льотчики полку здійснили 8 682 бойових вильотів, збили 387 ворожих літаків, знищили на землі 10 танків і до 3 500 чол. живої сили супротивника. Під час війни полк кілька разів змінював місце дислокації та зустрів закінчення війни в Естонії.
В 1951 році в частину почали надходити перші реактивні винищувачі МіГ-15.
У повоєнний період частину було передислоковано на аеродром Шипенці Кіцманського району Чернівецької обл. та включено до складу 275-ї винищувальної авіаційної дивізії (ВАД).
Згодом полк було передано до складу 131 ВАД та переведено на аеродром Черляни Городоцького району Львівської обл., де він перебував до 1968 р.
28 серпня 1968 року полк в складі 131 ВАД відбув до Центральної Групи військ Радянської армії в місті Міловиці (Чехословаччині).
Згідно з директивою Головного штабу Військово-Повітряних Сил від 21 липня 1972 року № 314/1/01144 з 25 листопада 1972 року 159-й винищувальний авіаційний полк перейменовано в 114-й винищувальний авіаційний Талліннський Червонопрапорний полк.
З 1 грудня 1989 року полк приступив до перенавчання на літаки МіГ-29, що знаходилися на озброєнні частини. В лютому 1991 року полк був перебазований на аеродром міста Івано-Франківськ (Українська РСР), на якому він базується по теперішній час, і зарахований до складу 4 ВАД.
Після відновлення незалежності України особовий склад частини склав присягу на вірність її народу.

## Командири
- майор Воронін Іван Олексійович (1940—1942)
- майор Сокол Костянтин Порфирійович (1942—1943)
- майор Покришев Петро Опанасович (1943—1945)
- майор Ходарєв Василь Михайлович (1945—1946)
- підполковник Керро Карл Карлович (1946—1950)
- гв. підполковник Єфремов Іван Іванович (1950—1951)
- підполковник Мухін Яків Пилипович (1951—1953)
- майор Шумилін Олександр Васильович (1953—1956)
- гв. підполковник Василевський Єгор Васильович (1956—1958)
- підполковник Куліков Михайло Хрисанфович (1958—1965)
- підполковник Мачаваріані Костянтин Давидович (1965—1967)
- підполковник Батаков Олександр Миколайович (1967—1968)
- підполковник Куліков Юрій Васильович (1968—1971)
- підполковник Длугач Леонід Володимирович (1971—1973)
- підполковник Шканакін Володимир Геннадійович (1973—1976)
- підполковник Жаворонков Валерій Іванович (1976—1979)
- підполковник Кочегаров Володимир Максимович (1979—1982)
- полковник Гришалевич Ігор Петрович (1982—1984)
- підполковник Чуєв Анатолій Лук'янович (1984—1988)
- полковник Одинцов (          - 1989)
- підполковник Матюшенко Валентин Леонідович (1988—1993)

## Озброєння
- І-16 та МіГ-3 (1940—1941)
- P-40B/C «Томагавк» (1941—1942)
- P-40D «Кіттігок» (1942—1943)
- Ла-5 (1942—1945)
- Як-9 (1945—1951)
- МіГ-15 (1951—1955)
- МіГ-17 (1955—1965)
- МіГ-21 (1965—1978)
- МіГ-23М (1978—1991)
- МіГ-29 (1990—1991)